# Artur Kapp
Artur Kapp (ur.  28 lutego 1878 w Suure-Jaani, zm.  14 stycznia 1952 tamże) – estoński kompozytor.
W 1891 roku rozpoczął studia w Konserwatorium Petersburskim, w 1898 roku ukończył klasę gry na organach (prowadzoną przez Louisa Homiliusa), a w 1900 klasę kompozycji Nikołaja Rimskiego-Korsakowa.
W latach 1904–1920 pracował w szkole muzycznej w Astrachaniu. W 1920 roku wrócił do Estonii, gdzie objął posadę dyrygenta w Teatrze Estonia (obecnie Estońska Opera Narodowa). W 1925 roku został profesorem w Konserwatorium Tallińskim, do przejścia na emeryturę w 1944 roku kierował Wydziałem Kompozycji tej uczelni. Jego studentami byli m.in. Evald Aaw, Riho Päts, Edgar Arro, Juhan Jürme, Enn Võrk, Johannes Hiob, Johannes Bleive, Gustav Ernesaks, Villem Reimann, a także jego syn Eugen Kapp oraz bratanek Villem Kapp. Po przejściu na emeryturę wrócił do rodzinnego Suure-Jaani, gdzie zmarł (14 stycznia 1952) oraz został pochowany. W miejscowości tej zostało utworzone muzeum z ekspozycją upamiętniającą rodzinę Kappów. 
Komponował zarówno utwory przeznaczone dla orkiestry symfonicznej, jak i muzykę kameralną, tworzył pieśni chóralne i solowe. Wiele z jego utworów było jednymi z pierwszych danego gatunku w historii Estonii (koncert organowy, symfonia, kantata, sonata organowa).